# Scaldasole
Scaldasole (lombardul: Scaldasù) település Olaszországban, Lombardia régióban, Pavia megyében. Lakosainak száma 868 fő (2023. január 1.). Scaldasole Dorno, Ferrera Erbognone, Sannazzaro de’ Burgondi és Valeggio községekkel határos.

## Népesség
A település lakossága az elmúlt években az alábbi módon változott:
| Lakosok száma | 939  | 923  | 868  |
|               | 2017 | 2018 | 2023 |